# Convolvulus pentapetaloides
Convolvulus pentapetaloides är en vindeväxtart som beskrevs av Carl von Linné. Convolvulus pentapetaloides ingår i släktet vindor, och familjen vindeväxter. Inga underarter finns listade i Catalogue of Life.

## Bildgalleri

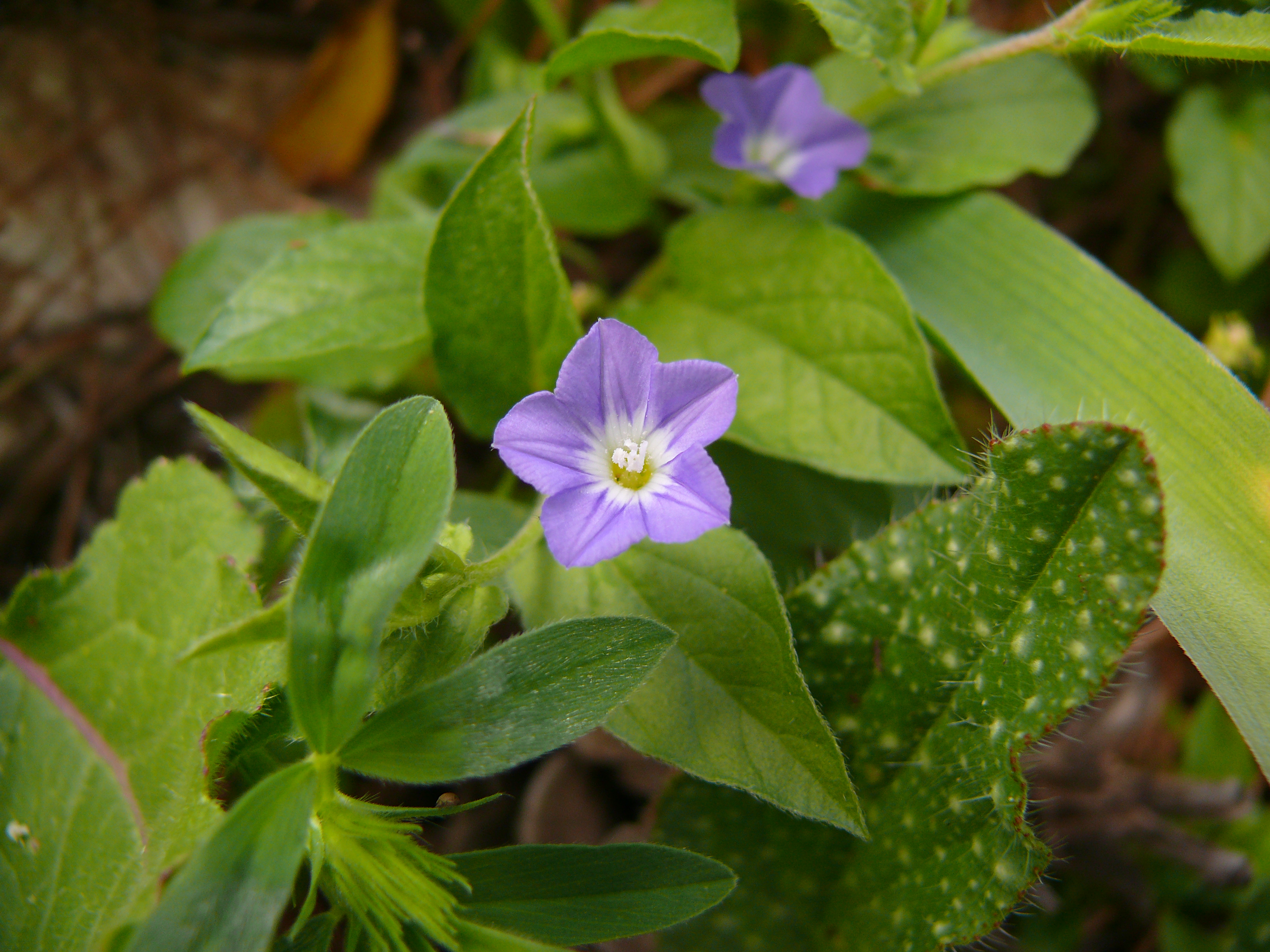